# Erzsébet Németh
Erzsébet Németh (Magyarkeresztúr, 10 de fevereiro de 1953) é uma ex-handebolista húngara, medalhista olímpica.
Erzsébet Németh fez parte do elenco medalha de bronze, em Montreal 1976.